# La pupa e il secchione (prima edizione)
La prima edizione del reality show La pupa e il secchione è andata in onda in prima serata su Italia 1 dal 7 settembre al 23 ottobre 2006 per otto puntate con la conduzione di Enrico Papi e con la partecipazione di Federica Panicucci. Tutte le puntate del mese di settembre sono andate in onda il giovedì, mentre quelle del mese di ottobre sono andate in onda di lunedì.
L'edizione è stata vinta da Rosy Dilettuso e Alessandro Sala, che si sono aggiudicati il montepremi di 200000 €.

## Concorrenti
| Le Pupe                  | Le Pupe | Le Pupe     | Le Pupe          | Le Pupe              |
| Nome                     | Età     | Professione | Luogo di nascita | Stato                |
| ------------------------ | ------- | ----------- | ---------------- | -------------------- |
| Rosy Dilettuso           | 29 anni |             | Bitonto          | Vincitrice           |
| Ilaria Gabrielli         | 23 anni |             | Massafra         | Seconda classificata |
| Silvia Abbate            | 22 anni |             | Milano           | Terza classificata   |
| Nora Amile               | 27 anni |             | Casablanca       | Eliminata            |
| Elisa Della Valentina    | 20 anni |             | Roma             | Eliminata            |
| Loredana D'Amato         | 21 anni |             | Barletta         | Eliminata            |
| Mary Carbone             | 26 anni |             | Mesagne          | Eliminata            |
| Amalia Roseti            | 22 anni |             | Milano           | Eliminata            |
| I Secchioni              |         |             |                  |                      |
| Nome                     | Età     | Professione | Luogo di nascita | Stato                |
| Alessandro Sala          | 24 anni |             | Trieste          | Vincitore            |
| Omar Monti               | 31 anni |             | Firenze          | Secondo classificato |
| Daniele Durante          | 27 anni |             | Milano           | Terzo classificato   |
| Fabio Spinò              | 22 anni |             | Erice            | Terzo classificato   |
| Giuseppe Congedo         | 24 anni |             | Lecce            | Eliminato            |
| Dario Del Monte          | 23 anni |             | Rho              | Eliminato            |
| Francesco Pace           | 26 anni |             | Roma             | Eliminato            |
| Alessandro Rampinelli    | 30 anni |             | Brescia          | Eliminato            |
| Tommaso Accinelli Fasoli | 22 anni |             | Lodi             | Eliminato            |

## Cast e produzione del programma
- Conduzione: Enrico Papi e Federica Panicucci
- Autori studio: Simona Ercolani, Federico Lampredi, Giuseppe Scarpa, Alessandro Vitale, Barbara Ancillotti
- Autori location: Giordano Raggi, Omar Bouriki, Ruggero Montingelli
- Montepremi: 200000 €
- Location: Villa La Motta di Travedona Monate (VA)

### Giuria
- Alessandra Mussolini
- Gianluca Nicoletti
- Platinette
- Vittorio Sgarbi[2]
- Maria Monsè
- Andrea G. Pinketts[3]

## Ascolti
| Puntata    | Messa in onda     | Telespettatori | Share  |
| ---------- | ----------------- | -------------- | ------ |
| 1          | 7 settembre 2006  | 3 090 000      | 17,82% |
| 2          | 14 settembre 2006 | 3 174 000      | 17,01% |
| 3          | 21 settembre 2006 | 2 935 000      | 15,52% |
| 4          | 28 settembre 2006 | 3 167 000      | 17,02% |
| 5          | 2 ottobre 2006    | 2 970 000      | 14,76% |
| 6          | 9 ottobre 2006    | 3 297 000      | 15,96% |
| Semifinale | 16 ottobre 2006   | 2 879 000      | 14,15% |
| Finale     | 23 ottobre 2006   | 3 409 000      | 17,48% |
| Media      | Media             | 3 114 000      | 16,22% |